# 大集街道
大集街道，是中华人民共和国湖北省武汉市蔡甸区下辖的一个乡镇级行政单位。

## 行政区划
大集街道下辖以下地区：
大集社区、后官湖社区、张家渡村、堡家咀村、东方村、西板桥村、小集村、田家堡村、曙光村、南湖村、塔尔山村、祝圻村、溪水村、凤凰村、天星村、文岭村、西湾村、农林村、黄陵桥村、新桥村、龙泉村、伏牛村、彭湾村、银燕村、鹤林村、南湾村、黄虎村、国利村、尉武村、九如桥村、大集村、杨家众村、俞家垸村、曾铁岭村、国新村和新塘村。